# Operation Litani
Im Verlauf der Operation Litani marschierte die israelische Armee ab dem 14. März 1978 mit 25.000 Soldaten in den Libanon ein und besetzte das Gebiet südlich des Flusses Litani. Dabei wurden zwischen 1000 und 2000 Personen getötet und nach Schätzungen der libanesischen Regierung rund 280.000 vertrieben.

## Ursache
Den unmittelbaren Anstoß gab am 11. März der Küstenstraßen-Anschlag, der letzte und mit 37 toten und 71 verletzten israelischen Zivilisten der schlimmste einer Reihe von Anschlägen. Beim Küstenstraßenanschlag hatte ein angelandetes bewaffnetes Kommando der Fatah auf der Küstenstraße Fußgänger und Autofahrer erschossen und die Fahrgäste zweier Verkehrsbusse, darunter viele Kinder, auf dem Weg nach Tel Aviv entführt und an einer Straßensperre der Polizei den Bus in Brand gesetzt und die Passagiere zu ermorden begonnen.

## Hintergrund
Obwohl sie die Gestalt eines israelischen militärischen Einfalls in den Libanon annahm, ist die Operation Litani im langjährigen Israelisch-Palästinensischen Konflikt begründet. Ab 1968 stellten die Palästinensische Befreiungsorganisation (PLO), die Volksfront zur Befreiung Palästinas (PFLP), und andere palästinensische Gruppen einen Quasistaat im Südlibanon her, was eine der Ursachen für den libanesischen Bürgerkrieg ab 1975 war, und nutzten das Gebiet als Basis für Terroranschläge und Angriffe auf Nordisrael. Israel reagierte mit Angriffen gegen Führungspersonal der PLO. Der Libanonkrieg 1982 hatte die endgültige Vertreibung der PLO aus dem israelischen Umland zum Ziel.
Wesentliche Zwischenfälle, die der Operation Litani vorausgingen:
- Am 26. Dezember 1968 reisten zwei palästinensische bewaffnete Terroristen von Beirut nach Athen und kaperten einen El-Al-Jet. Eine Person kam dabei ums Leben. Bei der Vergeltungsaktion vom 28. Dezember 1968 zerstörten israelische Truppen auf dem internationalen Flughafen von Beirut 13 zivile Flugzeuge.
- Bei einem Anschlag am 8. Mai 1970 überschritten drei palästinensische Terroristen die libanesisch-israelische Grenze und drangen in den Kibbuz von Avivim ein. Dort nahmen sie den örtlichen Schulbus unter Feuer und töteten neun Kinder und drei Erwachsene und verletzten 19 weitere Kinder schwer (Avivim-Schulbus-Anschlag).
- Am 10. April 1973 töteten israelische Kommandoeinheiten drei Führer der PLO, Yusef Al Najjar, Kamal Adwan und Kamal Nasserin in Beirut (Operation Frühling der Jugend).
- Am 11. April 1974 sickerten drei Mitglieder der PFLP vom Libanon aus in Kirjat Schmona ein und töteten achtzehn Bewohner einer Wohnanlage, einschließlich neun Kinder (Kirjat-Schmona-Anschlag); sie wurden schließlich während eines Feuergefechts durch eine israelische Rettungsmission getötet.
- Am 15. Mai 1974 sickerten Mitglieder der PFLP in die israelische Grenzstadt von Ma’alot ein, töteten fünf Erwachsene und nahmen zunächst 21 Grundschulkinder in einer lokalen Schule als Geiseln. Sie erschossen schließlich 11 der Kinder, bevor sie von israelischen Soldaten getötet wurden (Ma'alot-Anschlag).
- Am 5. März 1975 fuhren acht bewaffnete PLO-Terroristen in einem Gummischlauchboot über das Mittelmeer vom Libanon aus nach Tel Aviv, betraten das Savoy-Hotel und nahmen Dutzende von Geiseln. Während der Rettungsmission durch die israelische Armee wurden drei Soldaten getötet und acht Geiseln verwundet. Die PLO-Terroristen zogen sich zurück und versuchten, sich in die Luft zu sprengen, töteten dabei acht Geiseln und verwundeten elf. Dabei wurden auch sieben der PLO-Terroristen getötet (Savoy-Operation).
- Am 11. März 1978 drangen elf Fatah-Mitglieder vom Libanon in Israel ein und töteten einen US-amerikanischen Touristen am Strand. Sie überfielen dann einen Bus auf der Küstenstraße nahe Haifa und auf dem Weg nach Tel Aviv enterten sie noch einen zweiten. Nach einer langen Verfolgung und einem Schusswechsel wurden 37 Israelis getötet und 76 verwundet.[1] Dieses war der Casus Belli für die israelische Invasion drei Tage später.[2] (Küstenstraßen-Anschlag)

Nach Robert Fisk erhöhte der Konflikt zwischen der PLO und Israel die politischen Spannungen zwischen den maronitischen Christen, den Drusen und den Moslems.

## Verlauf
Am 14. März 1978 begann Israel die Operation Litani und besetzte den Bereich südlich des Litani-Flusses, mit Ausnahme der Stadt Tyros, mit über 25.000 Soldaten. Das erklärte Ziel war es, militante palästinensische Gruppen, insbesondere die PLO, von der israelischen Grenze abzudrängen und an deren Stelle die Südlibanesische Armee zu positionieren. Während der siebentägigen Offensive besetzten die israelischen Streitkräfte zuerst einen Streifen von ungefähr 10 Kilometer Breite. Später wurde diese Zone nach Norden bis zum Litani-Fluss ausgeweitet. Die libanesische Regierung schätzte, dass 285.000 Menschen flüchteten. Schätzungen der Verluste auf der libanesischen Seite reichen von 300 bis 2000 Gefallenen. Einige israelische Soldaten wurden vor Gericht gestellt, nachdem libanesische Landarbeiter erdrosselt und Gefangene exekutiert wurden. 20 Israelis wurden bei den Kämpfen getötet. Die PLO zog sich nördlich des Litani-Flusses zurück und setzte den Beschuss der Israelis fort.

## Resultat des Krieges
In Erwiderung auf die Invasion nahm der UNO-Sicherheitsrat die Resolutionen 425 und 426 an, welche den Rückzug der israelischen Kräfte aus dem Libanon verlangten. Die Interimstruppe der Vereinten Nationen in Libanon (UNIFIL) wurde aufgestellt, um dieses Mandat zu erzwingen und den Frieden und die libanesische Hoheit im Südlibanon wiederherzustellen. Die UNIFIL-Kräfte kamen am 23. März 1978 im Libanon an und bezogen ihr Hauptquartier in Ras Naqoura.
Die israelischen Streitkräfte zogen sich im Laufe des Jahres 1978 teilweise zurück, wobei sie die Positionen an ihren Verbündeten, die Südlibanesische Armee (SLA) unter der Führung des Majors Saad Haddad, übergaben. Die SLA bedrängte regelmäßig die UNIFIL-Soldaten. Am 19. April 1978 beschoss die SLA das UNIFIL-Hauptquartier mit Mörsergranaten und tötete acht UNO-Soldaten. Im April 1980 wurden zwei irische UNO-Soldaten entführt und durch bewaffnete christliche Terroristen in dem von der SLA kontrollierten Gebiet ermordet. Ein anderer irischer Soldat wurde von den Männern Haddads erschossen. Die israelische Presse zu der Zeit, insbesondere die Jerusalem Post, beschuldigte die Iren, pro-PLO eingestellt zu sein. Allerdings nahm auch die palästinensische Seite die UNIFIL zum Ziel. 1981 entführte sie einen irischen UNIFIL-Soldaten, und 1981 fuhr sie fort, Bereiche im Südlibanon zu besetzen.

## Resolutionen des UNO-Sicherheitsrates
Im Jahre 2000 stellte der UNO-Sicherheitsrat fest, dass Israel seine Kräfte am 16. Juni 2000, in Übereinstimmung mit der Resolution 425 des Sicherheitsrates, aus dem Libanon zurückgezogen hat.
Die Libanesische Republik übernahm nicht die Kontrolle über den Südlibanon, obwohl die Resolution sie dazu aufgefordert hatte. Dazu war sie auch durch die Resolutionen 1391 und 1496 gedrängt worden. Wegen dieser Unterlassung protestierte Israel mehrmals bei der Regierung des Libanon.
Die Behauptung des Libanon, dass Israel nicht völlig abgezogen sei (vgl. Schebaa-Farmen), wurde durch den Bericht des Generalsekretärs der Vereinten Nationen ausdrücklich zurückgewiesen. Der Bericht führte zur Resolution 1583. Die syrische Besetzung des Libanon veranlasste den UNO-Sicherheitsrat zur Resolution 1559, welche den Abzug der restlichen 14.000 Soldaten (von ursprünglich 50.000) und die Auflösung der Hisbollah und anderer palästinensischer Milizen verlangt. Am 26. April 2005 endete in Übereinstimmung mit der Resolution 425 nach 29 Jahren die syrische Anwesenheit im Libanon.